# First Impressions
 (avril 2018).
Si vous disposez d'ouvrages ou d'articles de référence ou si vous connaissez des sites web de qualité traitant du thème abordé ici, merci de compléter l'article en donnant les références utiles à sa vérifiabilité et en les liant à la section « Notes et références ».
Albums de Thrice
Identity Crisis
(2000)
First Impressions est un EP démo et la première réalisation du groupe de rock américain Thrice, sorti en 1999.

## Présentation
Produit d'une session de deux jours au A-Room Studios avec Brian Tochilin, First Impressions est auto-produit et publié indépendamment par le groupe. Tiré à seulement 1 000 exemplaires, il est distribué directement par les membres du groupe.
Épuisé depuis longtemps, il est considéré comme extrêmement rare[réf. nécessaire].
La date de sortie exacte de cet EP n'est pas précisément connue, même s'il est supposé que la parution se soit faite fin 1998 ou début 1999.
Le titre T & C est repris sur le premier album du groupe Identity Crisis, sorti en avril 2000.

## Liste des titres
Toutes les paroles sont écrites par Dustin Kensrue et Riley Breckenridge, toute la musique est composée par Thrice.
| 1.    | All Eyes     | 3:15 |
| 2.    | Lockdown     | 3:52 |
| 3.    | Opaque       | 3:57 |
| 4.    | T & C        | 3:58 |
| 5.    | Freedom      | 3:44 |
| 6.    | Second Sight | 4:00 |
| 7.    | Better Days  | 7:01 |
| 29:47 |              |      |

## Crédits
| - Dustin Kensrue : chant, guitare rythmique - Teppei Teranishi : guitare (lead), chant - Eddie Breckenridge : basse, chant - Riley Breckenridge : batterie, percussions, chant | - Production, concept : Thrice - Mastering : Doug Kensrue - Mixage : Madrise, Thrice - Ingénierie : Brian Tochilin - Design : Dustin Kensrue - Photographie : Alison Clarke, Ian Stift |